# Zéphyrin Namuncurá
Ceferino Namuncurá
Zéphyrin Namuncurá, né le 26 août 1886 à Chimpay et mort le 11 mai 1905 à Rome, est un séminariste salésien Mapuche, né en Argentine, et reconnu comme bienheureux par l'Église catholique. C'est le premier autochtone d'Amérique du sud à être béatifié.

## Biographie
Ceferino Namuncurá est né le 26 août 1886 à Chimpay, dans une famille traditionnelle mapuche. Son père, qui est l'un des derniers chefs de son peuple, avait dû se rendre, trois ans avant la naissance de Ceferino, aux troupes républicaines argentines.
À 11 ans, son père l'envoie étudier à Buenos Aires, au collège salésien. Il doit fournir de nombreux efforts pour s'intégrer dans une société qui lui est alors inconnue. Attiré par la spiritualité salésienne, il trouve sa vocation dans la prêtrise. Au collège, il est pour ses compagnons un exemple. Sa piété et son goût pour le travail le démarquent des autres.
Remarqué par le vicaire apostolique de Patagonie du Nord, Giovanni Cagliero, celui-ci encourage Ceferino à entamer des études plus approfondies en vue de se préparer au sacerdoce. Sur ses conseils, il part pour l'Italie en 1904, et entre au collège salésien de Villa Saura à Frascati.
Moins d'un an après son arrivée en Italie, on lui diagnostique une tuberculose, certainement due au changement brutal de climat. Malgré sa maladie, il continue avec détermination ses études en vue du sacerdoce, mais son mal s'aggrave et il meurt le 11 mai 1905. À sa mort, l'admiration qu'on lui portait se transforme en vénération. Ses restes sont rapatriés en Argentine en 1924 et reposent dans le sanctuaire Marie-Auxiliatrice de Fortín Mercedes.

## Béatification

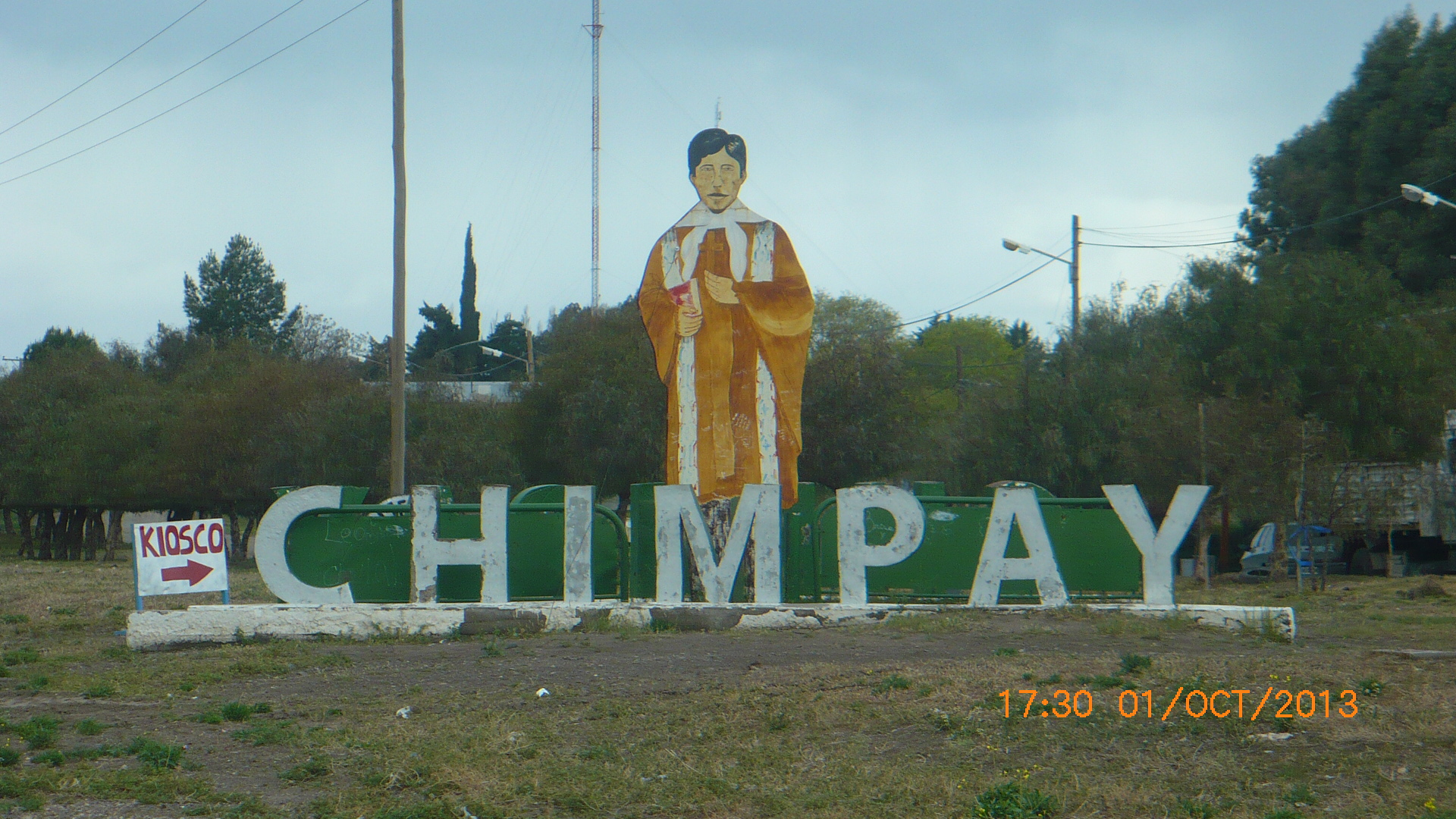
Représentation du bienheureux à l'entrée de Chimpay, son village natal.

L'ouverture de la cause en béatification a lieu en 1944. Le 22 juin 1972, le pape Paul VI lui reconnaît le titre de vénérable. Il est déclaré bienheureux par le pape Benoît XVI en juillet 2007 et la cérémonie de béatification est célébrée à Chimpay par le cardinal Tarcisio Bertone le 11 novembre suivant.